# Oldenlandia brachypoda
Oldenlandia brachypoda là một loài thực vật có hoa trong họ Thiến thảo. Loài này được DC. mô tả khoa học đầu tiên năm 1830.